# Sope Dirisu
Sope Dirisu (en yoruba : Ṣọpẹ Dìrísù, prononciation en yoruba : [ʃɔ̄k͡pɛ́ dìɾísù]), né le 9 janvier 1991, est un acteur nigérian britannique,,,.
Il a fait ses débuts au cinéma en 2016 avec Sand Castle, Criminal : Un espion dans la tête et Le Chasseur et la Reine des glaces (The Huntsman: Winter's War). Depuis 2020, il joue  le rôle d'Elliot Finch dans la série Gangs of London de Sky Atlantic.

## Biographie
Sope Dirisu naît en 1991 à Edgware, à Londres, de parents nigérians. Il fait ses études à la Bedford Modern School, où il excelle dans le théâtre, et rejoint le National Youth Theatre en 2006,,. Il étudie ensuite l'économie à l'université de Birmingham. Pendant ses études, il joue au poste de quarterback dans l'équipe de football américain des Lions de l'université de Birmingham,.
En 2012, Dirisu auditionne avec succès pour le programme Open Stages de la Royal Shakespeare Company. Son premier rôle sur scène est celui de Périclès dans Périclès, prince de Tyr de Shakespeare. Après la Royal Shakespeare Company, Dirisu retourne au National Youth Theatre où il s'est formé au programme de la compagnie REP pendant huit mois,. Il joue ensuite dans un certain nombre de séries télévisées, notamment The Mill, Utopia, Humans, Une place à prendre (The Casual Vacancy), Siblings et Undercover,,,.
Sope Dirisu apparait dans trois films de 2016, Criminal : Un espion dans la tête, Le Chasseur et la Reine des glaces (The Huntsman: Winter's War) et Sand Castle. En 2016, il apparait également dans « Chute libre » (Nosedive), un épisode de la série d'anthologie Black Mirror.
Dirisu reçoit une mention élogieuse aux Ian Charleson Awards pour sa performance de 2017 en tant que Coriolanus dans Coriolan à la Royal Shakespeare Company.
Il est nommé meilleur acteur aux British Independent Film Awards 2020 pour son rôle de Bol dans le film His House.

## Filmographie

### Film
| Année | Titre                              | Rôle                  | Remarques          |  |
| ----- | ---------------------------------- | --------------------- | ------------------ |  |
| 2016  | Criminal : Un espion dans la tête  | Officier des pompiers |                    |  |
| 2016  | Le Chasseur et la Reine des glaces | Tulle                 |                    |  |
| 2017  | Sand Castle                        | sergent Cole          |                    |  |
| 2020  | His House                          | Bol                   |                    |  |
| 2021  | Mothering Sunday                   | Donald                |                    |  |
| 2021  | Joyeuse Fin du monde               | James                 |                    |  |
| 2021  | La Colonie                         | Tucker                |                    |  |
| 2022  | Mr. Malcolm's List                 | M. Malcolm            | en post-production |  |
| 2024  | The Gorge                          | J.D.                  |                    |  |

### Télévision
| Année | Titre                                        | Rôle            | Remarques                     |
| ----- | -------------------------------------------- | --------------- | ----------------------------- |
| 2014  | Utopia                                       | Roy             | Épisode : "Épisode 4"         |
| 2014  | The Mill                                     | Pierre          | 6 épisodes                    |
| 2015  | Une place à prendre                          | Jeune docteur   | 3 épisodes                    |
| 2015  | Humans                                       | Fred            | 8 épisodes                    |
| 2016  | Black Mirror                                 | Homme en prison | Épisode : "Chute libre"       |
| 2016  | Undercover                                   | Michel Antwi    | 4 épisodes                    |
| 2016  | Siblings                                     | Zeff            | Épisode : "Tante dorée"       |
| 2017  | The Halcyon                                  | Sonny Sullivan  | 8 épisodes                    |
| 2020  | Gangs of London                              | Elliot Finch    | 9 épisodes                    |
| 2021  | His Dark Materials : À la croisée des mondes | Serge (voix)    | Épisode : "La ville des pies" |

### Au théâtre
6 octobre - 3 décembre 2016, en Cassius Clay dans One Night in Miami de Kemp Powers, au Donmar Warehouse de Londres, aux côtés de David Ajala en Jim Brown, Arinzé Kene en Sam Cooke, François Battiste en Malcolm X.
Les autres théâtres incluent The Whipping Man, Tory Boyz, Roméo et Juliette, Prince du Danemark, Red Riding Hood, Our Days of Rage, Falloujah, Périclès (Royal Shakespeare Company).
Dirisu a reçu une mention élogieuse aux Ian Charleson Awards pour sa performance de 2017 en tant que Coriolanus dans Coriolanus à la Royal Shakespeare Company.

## Récompenses et distinctions
| Année | Prix                                   | Catégorie                         | Œuvre              | Résultat   | Réf.   |
| ----- | -------------------------------------- | --------------------------------- | ------------------ | ---------- | ------ |
| 2021  | Prix du film indépendant britannique   | Meilleure performance d'un acteur | His House          | Nomination | [ 12 ] |
| 2021  | Prix du film de l'Académie britannique | Rising Star Awards                | Rising Star Awards | Nomination | [ 13 ] |

- (en) Sope Dirisu: Awards, sur l'Internet Movie Database